# Annick Morice
Annick Morice est une  actrice et réalisatrice française, née à Cadaqués le 18 mai 1933 et morte le 18 juin 2003 à Cadaqués (Espagne)[réf. nécessaire].

## Filmographie
- 1951 : Avec André Gide de Marc Allégret - documentaire où elle joue son propre rôle
- 1951 : La Demoiselle et son revenant de Marc Allégret - Rosette
- 1955 : French Cancan de Jean Renoir - Thérèse, une blanchisseuse
- 1965 : La Religieuse de Jacques Rivette - Sœur Saint-Jérôme
- 1966 : La Collectionneuse de Éric Rohmer - L'amie de Carole
- 1984 : L'Exécutée Uniquement la réalisation et le scénario - court métrage de 12 min